# Bigger
Bigger è un brano dei Backstreet Boys rilasciato come secondo ed ultimo singolo del loro settimo album This Is Us, il 29 novembre 2009. Il singolo riscosse un particolare successo in Taiwan, dove raggiunse la posizione numero 1 della classifica dei singoli.

## Background
Il brano è stato co-scritto e prodotto da Max Martin, fedele amico del gruppo ed autore dei loro maggiori successi. In un'intervista, AJ McLean dichiarò a tal proposito che quando Martin fece loro ascoltare per la prima volta Bigger, piacque loro così tanto da definirla "la nuova I Want It That Way".
Bigger fu l'ultimo singolo dei Backstreet Boys in formazione da quartetto, prima che Kevin Richardson facesse ritorno nel gruppo nel 2012, riportando la band alla formazione originale.

## Video
Il video per Bigger fu girato a Tokyo, in Giappone, dal regista Frank Borin il 2 ottobre 2009, durante il tour dei BSB per la promozione dell'album This Is Us. Il video riprende i quattro cantanti camminare per le strade caotiche della città e divertirsi a cantare la canzone insieme a delle ragazze giapponesi in un ristorante tipico.
Il video fu pubblicato per la prima volta il 2 novembre 2009 su YouTube sull'account ufficiale del gruppo.

## Track listing
- Digital download[5]

1. "Bigger" - 3:15

- iTunes Single[6]

1. "Bigger" — 3:15
2. "Straight Through My Heart" (Dave Aude Club) — 6:39

- iTunes Digital EP[7]

1. "Bigger" — 3:15
2. "Straight Through My Heart" (Jason Nevins Mixshow Remix) — 5:35
3. "On Without You" — 3:36
4. "Bigger" (Video) — 3:22

- CD single

1. "Bigger" — 3:17
2. "Bigger (Instrumental)" — 3:16

## Classifiche

### Classifiche settimanali
| Classifica (2009)        | Posizione più alta |
| ------------------------ | ------------------ |
| Giappone Japan Hot 100   | 74                 |
| Slovacchia Airplay Chart | 56                 |
| Taiwan Top 40            | 1                  |